# Hapalogenys filamentosus
Hapalogenys filamentosus és una espècie de peix pertanyent a la família dels hemúlids.

## Descripció
- Pot arribar a fer 14,9 cm de llargària màxima.
- 11 espines i 14-14 radis tous a l'aleta dorsal i 3 espines i 9 radis tous a l'anal.[4][5]

## Hàbitat
És un peix marí, bentopelàgic i de clima tropical que viu entre 30 i 80 m de fondària.

## Distribució geogràfica
Es troba al Pacífic occidental central: les illes Filipines.